# اللبنانيون في ألمانيا
اللبنانيون في ألمانيا هم أشخاص من لبنان أو من أصول لبنانية يعيشون في ألمانيا ومعظمهم من المهاجرين من لبنان الذين يعيشون في ألمانيا مع أولادهم باستثناء الفلسطينيين.
لا توجد بيانات محددة عن الانتماءات الدينية للجالية اللبنانية في ألمانيا ومع ذلك فمن المفترض أن المسلمين الشيعة والسنة يشكلون غالبية السكان اللبنانيين في ألمانيا.

## التاريخ

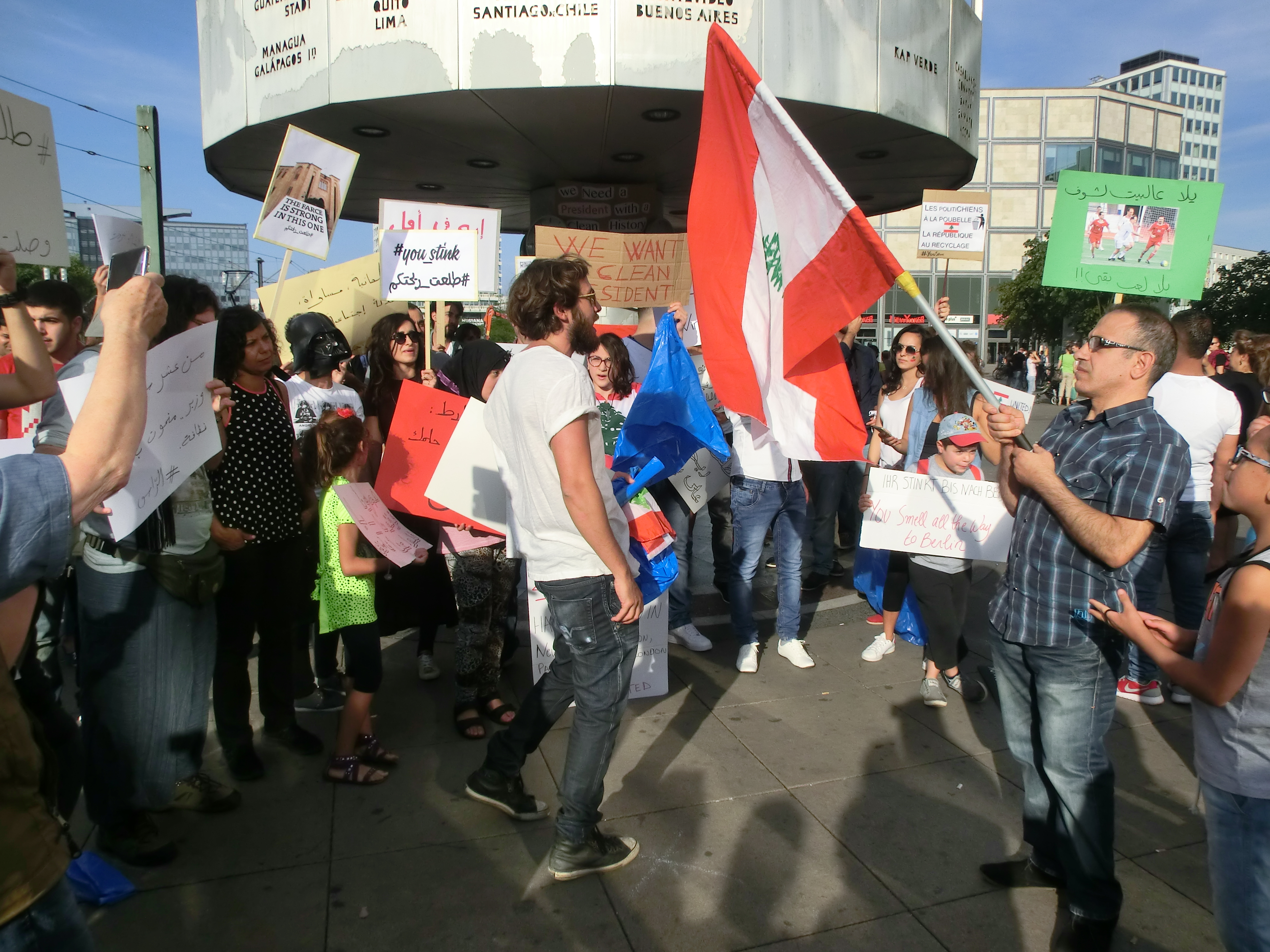
مظاهرات اللبنانيين في ألمانيا لدعم الاحتجاجات اللبنانية 2015 في برلين في ميدان ألكسندر أغسطس 2015.

على الرغم من وجود هجرة متقطعة من الشرق الأوسط إلى ألمانيا منذ القرن العشرين إلا أن النمو الحقيقي للسكان الألمان اللبنانيين بدأ في عام 1975 مع بدء الحرب الأهلية في لبنان التي أدت إلى نزوح آلاف الأشخاص. ومع ذلك هاجر معظم الناس في الثمانينات وفي بداية التسعينيات (السنة التي تلت الحرب) إلى ألمانيا كلاجئين. خاصة في أواخر الثمانينيات هرب عدد كبير إلى ألمانيا. في النصف الثاني من التسعينيات وفي بداية الألفينيات تم تجنيس العديد من اللبنانيين.
في الوقت الحاضر يشكل المنحدرون من أصل لبناني واحدة من أكبر الأقليات في ألمانيا. معظمهم يحملون الجنسية الألمانية واللبنانية (الجنسية المزدوجة). تضم برلين أكبر مجتمع من الجالية اللبنانية. وهناك مدن كبيرة أخرى مع نسبة عالية من اللبنانيين هي إسن وبريمن.

## المحلمية

### التاريخ
يُطلق على المحلمي أيضًا ماردلي أو الأكراد اللبنانيون لأن أسلافهم عاشوا في ماردين (وهي منطقة يغلب عليها الأكراد وتقع في تركيا بالقرب من الحدود السورية) أو في مناطق أخرى في تركيا كأقلية عربية. رغم أنهم أجبروا على الحصول على ألقاب تركية من السلطات فقد احتفظوا بألقابهم العربية في الحياة اليومية وكانوا يتحدثون اللغة العربية. منذ عشرينيات القرن العشرين هاجر العديد من المحلميين من تركيا إلى لبنان وعاشوا هناك حيث حملوا ألقاب عربية. منذ الحرب الأهلية في لبنان خاصة في الثمانينيات هاجر عدد كبير من المحلميين من لبنان إلى أوروبا. جاء معظمهم إلى ألمانيا دون أي جنسية. ومع ذلك فقد أدرجت تحت اسم «شخص مجهول الأصل» وليس «أشخاص عديمي الجنسية».
في الوقت الحاضر فإن غالبية الأكراد اللبنانيين يحملون الجنسية الألمانية ويرون أنفسهم لبنانيين أو من أصل لبناني. ويتواجد أكبر مجتمع لهم في برلين. ويتواجد في المدن الأخرى مثل إسن وبريمن. في السنوات الأخيرة أصبحوا موضوعًا متكررًا في وسائل الإعلام الألمانية.

## الفلسطينيين

### التاريخ
في بداية السبعينيات والتسعينيات وخصوصًا أثناء حرب لبنان (1975-1990) فر الكثير من الفلسطينيين إلى ألمانيا كلاجئين من لبنان. بينما هاجر معظم اللبنانيين خلال السنوات الأخيرة من الحرب وكانت أكبر موجة هجرة للفلسطينيين في أي وقت سابق. عاش الكثير منهم في مخيمات اللاجئين في لبنان لعدة سنوات أو لفترة أطول قبل انتقالهم إلى ألمانيا. عادة ما يأتي المهاجرون الفلسطينيون إلى ألمانيا كأشخاص عديمي الجنسية.

### حضور
يرى الفلسطينيون اللبنانيون في الغالب أنفسهم فلسطينيين أو من أصول فلسطينية وليس لبنانيين أو من أصل لبناني. يعيش معظم الفلسطينيين الألمان في برلين حيث يشكلون أكبر جالية من العرب إلى جانب اللبنانيين. ويتواجدون أيضا في مدن أخرى مع نسبة عالية مثل بون.

### التقديرات
لا توجد بيانات رسمية عن عدد اللبنانيين الفلسطينيين أوالفلسطينيين بشكل عام للذين يعيشون في ألمانيا. في عام 2017 كان هناك 25.000 شخص كانوا عديمي الجنسية في ألمانيا  وكان معظمهم فلسطينيين. ومع ذلك لم تعد الغالبية العظمى من عديمي الجنسية اليوم ولديهم الجنسية الألمانية. في عام 2010 يقدر عدد الفلسطينيين الذين يعيشون في ألمانيا بحوالي 200.000 شخص.

## مشاهير

### الرياضيين
- رضا عنتر - لاعبة كرة القدم
- رولا الحلبي - ملاكمة ورياضية الكيك بوكسينغ
- يوسف محمد - لاعب كرة القدم
- محمود النجدي - لاعب كرة القدم
- جوان عمري - لاعب كرة القدم
- داني شاهين - لاعب كرة القدم
- فايز شمسين - لاعب كرة القدم
- امين يونس - لاعب كرة القدم

### عارضات أزياء
- أمينة صباح - ملكة الجمال وعارضة

### الموسيقيين
- فادي معلوف - مغني
- بابا سعد - مغني الراب
- طريق - المغني
- زونا - مغني الراب

### العلماء
- حسن نعيم - عالم في الكيمياء الحيوية